# Daniel Doram
Daniel Tarric Doram (* 13. Oktober 1997 in Sint Maarten) ist ein niederländischer Cricketspieler, der seit 2024 für die niederländische Nationalmannschaft spielt.

## Aktive Karriere
Doram gab mit 15 Jahren im Rahmen des ICC Intercontinental Cups sein First-Class-Debüt gegen Irland. Er spielte daraufhin für die Leeward Islands im west-indischen nationalen Cricket und wurde im Vorlauf für den ICC Men’s T20 World Cup 2024, nachdem mehrere Spieler auf Grund ihre County-Verpflichtungen ausfielen, erstmals in die Twenty20-Mannschaft berufen. Im Mai 2024 gab er in diesem Format sein Debüt in einem heimischen Drei-Nationen-Turnier gegen Schottland. Kurz vor der Weltmeisterschaft erlitt Doram jedoch einen Handbruch und wurde aus dem Kader gestrichen.